# Eleccions municipals de Benidorm de 1983
Les eleccions municipals de Benidorm de 1983 foren unes eleccions fetes dins de les eleccions municipals espanyoles de 1983 a la ciutat de Benidorm, a la Marina Baixa. Es van celebrar el 8 de maig de 1983 simultàniament a les eleccions a les Corts Valencianes de 1983.
El triomfador absolut d'aquestes eleccions fou el socialista Manuel Catalán Chana, que aconseguí la majoria absoluta al consistori amb dotze regidors socialistes. Obtingueren també representació la coalició AP-PDP-UL-UV amb sis regidors sent la segona força més votada, la Unitat del Poble Valencià (UPV), que millorà els resultats previs del PNPV i l'Agrupació Independent de Benidorm, on es presentà l'anterior alcalde ucedista José Such Ortega, qui va renunciar a l'acta de regidor abans de constituir-se el consistori al valorar com a roïns els resultats de la seua candidatura.

## Candidatures
Tot seguit, s'especifiquen les candidatures presentades a les eleccions amb els seus caps de llista corresponents. Es desconeixen els caps de llista d'algunes candidatures degut a la manca de dades sobre la publicació oficial d'aquestes al BOA.
| Candidatura | Candidatura                                                                                   | Cap de llista  |
| ----------- | --------------------------------------------------------------------------------------------- | -------------- |
|             | Partit Socialista Obrer Espanyol (PSOE)                                                       | Manuel Catalán |
|             | Coalició Aliança Popular-Partit Demòcrata Popular-Unió Liberal-Unió Valenciana (AP-PDP-UL-UV) | n/a            |
|             | Unitat del Poble Valencià (UPV)                                                               | n/a            |
|             | Agrupació Independent de Benidorm (AIB)                                                       | José Such      |
|             | Partit Comunista d'Espanya-Partit Comunista del País Valencià (PCE-PCPV)                      | n/a            |
|             | Partit Demòcrata Liberal (PDL)                                                                | Miguel Barceló |
|             | Centre Democràtic i Social (CDS)                                                              | n/a            |
|             | Acció Republicana Democràtica Espanyola (ARDE)                                                | n/a            |

## Resultats
| Partit       | Partit                                                                         | Vots   | %     | Escons | +/– |  |
| ------------ | ------------------------------------------------------------------------------ | ------ | ----- | ------ | --- |  |
|              | Partit Socialista Obrer Espanyol                                               | 5.941  | 48,75 | 12     | 5   |  |
|              | Coalició Aliança Popular-Partit Demòcrata Popular-Unió Liberal-Unió Valenciana | 3.153  | 25,87 | 6      | 5   |  |
|              | Unitat del Poble Valencià                                                      | 941    | 7,72  | 2      | 1   |  |
|              | Agrupació Independent de Benidorm                                              | 908    | 7,45  | 1      | 2   |  |
|              |                                                                                |        |       |        |     |  |
|              | Partit Comunista d'Espanya-Partit Comunista del País Valencià                  | 537    | 4,41  | 0      | 2   |  |
|              | Partit Demòcrata Liberal                                                       | 401    | 3,29  | 0      | Nou |  |
|              | Centre Democràtic i Social                                                     | 271    | 2,22  | 0      | Nou |  |
|              | Acció Republicana Democràtica Espanyola                                        | 34     | 0,28  | 0      | =   |  |
| Total        | Total                                                                          | 12.186 | 99,2  | 21     | 0   |  |
|              |                                                                                |        |       |        |     |  |
| Vots vàlids  | Vots vàlids                                                                    | 12.279 | n/a   |        |     |  |
| Vots nuls    | Vots nuls                                                                      | n/a    | n/a   |        |     |  |
| Participació | Participació                                                                   | 12.342 | 61,6  |        |     |  |
| Cens         | Cens                                                                           | 20.041 |       |        |     |  |
| Font:        |                                                                                |        |       |        |     |  |